# لورانس براونلي
لورانس براونلي (بالإنجليزية: Lawrence Brownlee)‏ هو مغني أوبرا وموسيقي أمريكي، ولد في 24 نوفمبر 1972 في يونغزتاون في الولايات المتحدة.

## وصلات خارجية
- الموقع الرسمي
- لورانس براونلي على موقع ميوزك برينز (الإنجليزية)
- لورانس براونلي على موقع ديسكوغز (الإنجليزية)